# Vida Guerra
Vida Guerra (L'Avana, 19 marzo 1974) è una modella e attrice cubana.

## Biografia
Nonostante sia nata a Cuba, ha vissuto quasi sempre negli Stati Uniti d'America dove ha trovato molte opportunità di lavoro. Diventata famosa negli USA grazie alla copertina dell'edizione statunitense del magazine FHM, è comparsa sulle copertine di molti mensili maschili, tra cui Maxim. Sul numero di Playboy di luglio 2006 è stato pubblicato un servizio fotografico in cui la modella posa per la prima volta senza veli. A novembre 2006 ha debuttato come cantante con il singolo You Got Me, lanciato su Internet e tratto dall'album Vida Guerra. Vegetariana, nel 2011 ha posato nuda per una campagna a favore del vegetarianismo promossa dalla PETA.

## Filmografia parziale
- CHiPs, regia di Dax Shepard (2017)